# 情報レシピ ニジ☆ゴジ
『情報レシピ ニジ☆ゴジ』（じょうほうレシピ ニジゴジ）は、2006年10月6日から2008年9月26日までテレビ西日本で放送されていた情報番組。

## 放送時間
いずれも日本標準時。
- 金曜 14:05 - 17:00（2006年10月6日 - 2008年3月28日）
- 金曜 14:05 - 16:50（2008年4月4日 - 2008年9月26日）

## 歴代出演者
2008年度には、同期の出口と牧尾が担当換え。

### スタジオ出演者
- 渡辺徹 - 番組開始時のMC。2006年12月22日放送分をもって番組を卒業。
- 大谷真宏 - 番組開始時には「週末おでかけ中継」を担当していた。
- つのせかえ
- 博多華丸・大吉
- ゆっきー - 「イチ・ニの産直」担当。
- 牧尾結衣 - ニュース担当。
- 新垣泉子 - ニュース担当。
- 畑野優理子 - ニュース担当。退社直前の2007年3月30日放送分まで出演。
- 江坂透 - 「週間ニュースランキング」担当。
- 前田忠明 - 「忠明の芸能ゲッチュウ」担当。
- 高山梨香 - 「忠明の芸能ゲッチュウ」担当。
- 杉山39 - 「ニジ☆ゴジクッキング」担当。
- 手嶋準一（気象予報士） - 番組終盤の気象情報を担当。

### リポーター
- ケン坊田中 - 「ニジ☆ゴジ中継」担当。基本的に寿との隔週交代で出演。
- 寿一実 - 「ニジ☆ゴジ中継」担当。基本的に田中との隔週交代で出演。
- 出口麻綾 - 「ニジ☆ゴジ中継」担当。
- パンチ佐藤 - 「たまには温泉ぱらだいす」担当。スタジオ出演する場合もあり。
- 森脇健児 - 「たまには温泉ぱらだいす」担当。
- 照英 - 「たまには温泉ぱらだいす」担当。

### ジャパネットスタジオ出演者
- 髙田明 - 「ジャパネットたかた ニジ☆ゴジショッピング」担当。最近[いつ?]出ることは稀。
- 塚本慎太郎 - 「ジャパネットたかた ニジ☆ゴジショッピング」担当。
- 中島一成 - 「ジャパネットたかた ニジ☆ゴジショッピング」担当。
- 本多由美子 - 「ジャパネットたかた ニジ☆ゴジショッピング」担当。

## コーナー
ニジ☆ゴジ中継
天神やその周辺の地区から、最新の買い物・グルメ情報を紹介。後述の「おニジ☆ゴジでかけ中継」に吸収された。
イチ・ニの産直
九州各地の旬の食材を探し、スタジオでその食材を使った料理を紹介。
ニジ☆ゴジ考座（旧・ココツボ！）
生活に関する様々なジャンルの情報を分かりやすく紹介。
たまには温泉ぱらだいす
九州各地の温泉宿をタレントが紹介。宿泊券のプレゼントもあり。
ふるさとマイスター とくぃダネ！
華丸・大吉がエリア内の達人（マイスター）を紹介。
最新のニュース
報道フロアから福岡県内のニュース。
週間ニュースランキング
新聞記事で1週間のニュースをまとめて紹介。
ニジ☆ゴジおでかけ中継
週末に家族で行きたくなる日帰りの穴場から中継。
ジャパネットたかた ニジ☆ゴジショッピング
テレビショッピングのコーナー。佐世保市にあるジャパネットたかた本社スタジオからの生放送。毎回担当者のいずれか1人か2人が出演し、1 - 2種類ほどの商品を紹介する。テロップは、一部がニジ☆ゴジ仕様となる。
前忠の芸能ゲッチュウ（旧・お台場エンタ）
最新の芸能情報を伝える。以前はお台場からであったが、前田が福岡のスタジオに入ったことからタイトルを変更して現在に至る。
フクオカ王検定
県内各市町村のトリビアをクイズで紹介。
マジすぽ
ホークスの1週間を振り返る。
ニジ☆ゴジクッキング
料理コーナー。

## 他番組との合同企画
2008年2月8日にはテレビ長崎の情報番組『できたてGopan』との合同企画により、毎年この時期に長崎県長崎市で行われる『長崎ランタンフェスティバル』イベント会場からの2局同時生中継を実施した。
| スタブアイコン | サブスタブ | この項目は、まだ閲覧者の調べものの参照としては役立たない、テレビ番組に関連した書きかけの項目です。この項目を加筆・訂正などしてくださる協力者を求めています（P:テレビ/PJ:放送または配信の番組）。 |